# Luka Hujber
Luka Hujber, né le 16 juin 1999 à Nova Gradiška en Croatie, est un footballeur croate qui évolue au poste d'arrière droit au NK Istra 1961.

## Biographie

### En club
Né à Nova Gradiška en Croatie, Luka Hujber est formé par le NK Lokomotiva Zagreb. Il joue son premier match en professionnel le 26 mai 2017 contre le HNK Cibalia, lors de la dernière journée de la saison 2016-2017 du championnat de Croatie. Il est titularisé au poste d'ailier droit et les deux équipes se neutralisent (1-1).
Hujber inscrit son premier but en professionnel contre le NK Inter Zaprešić le 10 septembre 2017, en championnat. Il est titularisé et participe à la victoire des siens (3-0).
Le 2 septembre 2020, Luka Hujber s'engage en faveur du NK Istra 1961. Il joue son premier match sous ses nouvelles couleurs le 13 septembre 2020 face au NK Varaždin. Il est titularisé et son équipes est battue (0-1 score final).
Le 2 novembre 2022, Hujber prolonge son contrat avec le NK Istra 1961, il est alors lié au club jusqu'en juin 2024.

### En sélection
Luka Hujber représente l'équipe de Croatie des moins de 20 ans, pour un total de trois sélections entre 2019 et 2020.